# Berufjörður (Austfirðir)
Berufjörður – fiord we wschodniej Islandii, w Fiordach Wschodnich, o długości 20 km, otoczony przez strome zbocza szczytów riolitowych. Jedyną miejscowością nad tym fiordem jest Djúpivogur. Około 5 km na północ od Djúpivogur znajduje się gospodarstwo Teigarhorn, które znane jest z najbardziej urozmaiconych zeolitów na świecie. 
Wokół fiordu prowadzi droga nr 1.